# Доктор музыки

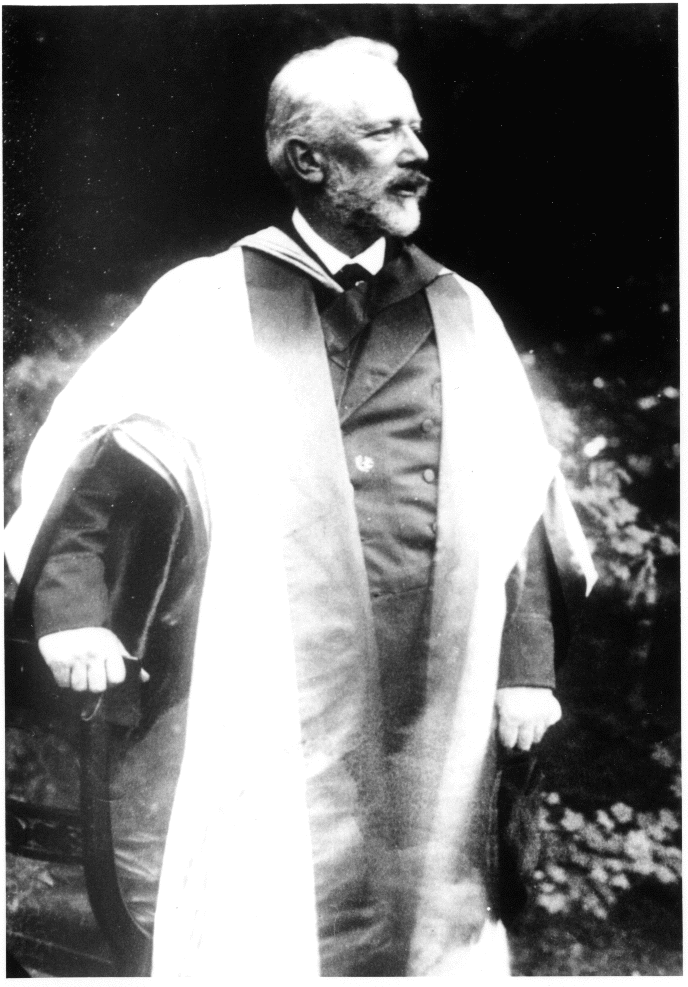
П. И. Чайковский в мантии доктора музыки Кембриджа (1893)

Доктор музыки — высшая академическая степень отличия по музыкальной специальности, изначально существовавшая в Кембриджском и Оксфордском университетах. Первым доктором музыки (Dr. mus.) в Англии считается Джон Гэнбойс (1463), он писал о мензуральной музыке. Позднее и немецкие университеты стали присуждать подобную же степень знаменитым музыкантам.
В начале XX века правом возводить в эту степень обладали почти все университеты Великобритании; прежде же оно составляло привилегию Оксфордского, Кембриджского и Дублинского университетов, а также архиепископа Кентерберийского. Степени доктора музыки предшествует степень бакалавра.
Знаменитые доктора музыки Оксфордского университета: Джон Булль, Арн, Бёрней, Калькотт, Кук, Гайдн, Кроч, Уэсли, Бишоп, Стайнер, Пэрри, а знаменитые доктора музыки Кембриджского университета: Грин, Бойс, Беннет, Кук, Макфаррен, Салливан, Иоахим, Брамс, Дворжак, Бойто, Чайковский (1893).
Возведение в степень традиционно происходило на основании представленной композиции (8-голосной фуги с оркестром, на 40-60 минут исполнения) и специального экзамена, который держится у профессора музыки. Торжество возведения в докторское достоинство, как правило, сопровождается большими церемониями. Архиепископ Кентерберийский возводил в степень «Dr. Mus.» просто посредством выдачи соответствующего диплома.
Докторская степень немецких музыкантов изначально представляла собой в сущности степень доктора философии (Dr. phil.); в обширной области философии и музыке было отведено весьма скромное место. Соискание на эту степень происходило на основании сочинения по истории музыки, теории музыки или акустике, а также экзамена, который относится к области родственных музыке наук (философия, физика, литература и пр.). Со временем требования к претендентам на степень доктора музыки существенно изменились.
Заслуженным музыкантам степень «Почётный доктор музыки» часто даётся «Honoris causa» (без экзамена, из уважения к заслугам).